# Cenzura v Česku

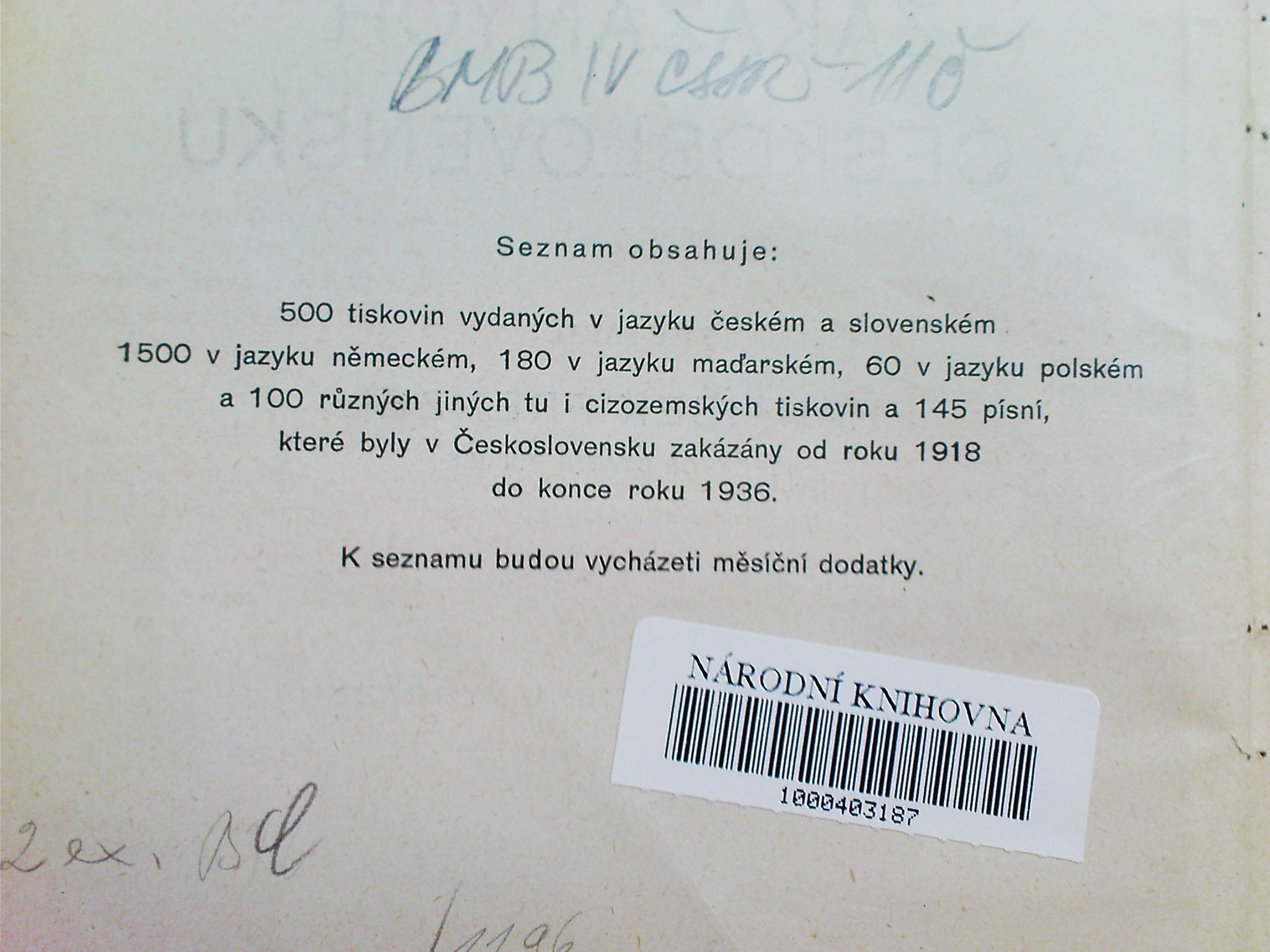
Seznam knih a písní zakázaných v Československu: [od roku 1918 do konce roku 1936] (František Frenzel, 1937)

Cenzura v Česku probíhala prakticky od počátku tvorby obsahů pro veřejnost. Cenzura byla dříve uplatňována jak na ručně psané spisy a letáky, tak následně i na tiskoviny, které se objevily po příchodu knihtisku ve 40. letech 15. století. Cenzura byla jak světská, tak katolická, následně i protestantská. České země jako významná součást evropského historického dění měly obdobné přístupy k cenzuře jako v sousedních zemích. Vykonávání cenzurních povinností měly v průběhu dějin různé instituce, například, byrokratický aparát, policejní složky či soudy.
Za druhé světové války zde byla cenzura řízená nacistickými orgány a po nástupu komunistů k totalitní moci zde byla komunistická cenzura, která trvala až do sametové revoluce. Po pádu komunismu byla cenzura zrušena zákonem č. 86/1990 Sb., kterým se mění a doplňuje zákon č. 81/1966 Sb., o periodickém tisku a o ostatních hromadných informačních prostředcích. V současné době je možná jen autocenzura samotného autora mediálního obsahu nebo šéfredaktora dané redakce.

## Předběžná a následná cenzura
Podle názoru některých vědců je základním rysem cenzury její předběžnost. Z hlediska této minimalistické definice se jedná pouze o „...výlučně autoritativní pozměňování či eliminaci textů před tiskem, vykonávané z politických důvodů státem nebo srovnatelnou mocenskou institucí“. Podle této definice byla předběžná cenzura v českých zemích zakázána např. v ústavách z let 1849 a 1867 či v období tzv. normalizace.
Širší definice zahrnuje pod pojem cenzura i cenzuru následnou. Jako příklad je možné uvést i sbírání a ničení „nevhodných“ knih páterem Antonínem Koniášem či následnou normalizační cenzuru, která vedla k tomu, že novináři cenzurovali sami sebe již při vzniku textu. Stejně tak zahrnuje tato širší definice zásahy do rozšiřování již publikovaných textů (např. vyřazování knih z knihoven za normalizace) či zásahy proti autorům.
Následná cenzura byla více obávaná, protože zatímco předběžná cenzura „pouze“ zabránila šíření myšlenek autorů směrem ke čtenářům, následná cenzura (dodatečné úpravy tiskovin, nebo jejich úplné zabavení) působila vydavatelům výrazné ekonomické škody. Následná cenzura proto vedla často k autocenzuře nebo k cenzuře uvnitř redakce, která často bývala z opatrnosti přísnější, než cenzura oficiální: „svévole bez pravidel, poslušnost bez principů“, jak napsal Ludvík Vaculík ve fejetonu Chvála cenzora.

## Historie

### V době habsburské monarchie a první republiky
Státem řízená cenzura panovala v habsburské monarchii (a tedy i v českých zemích) od druhé poloviny 18. století, kdy vznikem cenzurní komise (1751) převzal stát kontrolu od duchovních. Poté byla uplatňována ve zmírněné podobě za první republiky.
V Českých zemích cenzura existovala nejen před rokem 1918 (noviny někdy musely vyjít se zabílenými stránkami, potíže s cenzurou měl např. novinář a básník Karel Havlíček Borovský) a během nacistické a komunistické totality, ale i za první a druhé republiky, kdy byly ovšem zakázány především komunistické a nacionalistické spisy (a také písně).
Stát za první republiky cenzuroval obsah vydávaných deníků a zakazoval publikaci informací, článků podrobujících kritice některé policejní akce a zájmové oblasti politiky státu. Cenzurovány byly proto standardně za první republiky také divadelní hry a kulturní produkce, pokud byl jejich obsah zaměřen kriticky proti subjektům, které chtěl stát z politických, diplomatických důvodů před kritikou hájit. Viz například cenzura protifašistických divadelních představení Osvobozeného divadla Jiřího Voskovce a Jana Wericha z důvodu státního zájmu na udržení dobrých vztahů a vyhnutí se konfliktům s Německem po nástupu nacistů k moci.

### Během druhé světové války
V období Protektorátu byl výrazně rozšířen rozsah zakázané literatury postupně až na čtyři tisíce literárních děl českých i zahraničních. Od roku 1941 rostl počet děl, jejichž vydání bylo zakázáno. Úplným zákazem vydávání byli postiženi nejen židovští spisovatelé a němečtí exulanti, levicoví a marxističtí autoři, ale i řada dalších jako Jaroslav Hašek, František Langer či dokonce některá díla Jindřicha Šimona Baara (Paní komisarka a Osmačtyřicátníci). V květnu 1945 obsahoval seznam zakázaných autorů 97 českých spisovatelů. Z veřejných knihoven bylo v období 1940– 1943 odstraněno přes 2 milióny svazků. Přibližně 3 milióny jich byly zabaveny vydavatelům a knihkupcům. Ve školách se cenzura projevovala začerňováním a přelepováním textů v čítankách. Okupační režim toleroval péči o český jazyk a vydávání klasických i současných děl, pokud nevyjadřovaly požadavky na státní samostatnost. (Např. Babička Boženy Němcové se dočkala v roce 1940 29 a v roce 1941 13 vydání, což překonalo počet vydání v letech předchozích i následujících.)
Během druhé světové války byly např. v Příručním slovníku jazyka českého místo normálních šifer (= zkratek) „nevhodných“ autorů používány šifry krycí (Mas. pro T. G. Masaryka, zatímco Masar. pro Edv. Beneše; v elektronické verzi slovníku je už zkratka Masar. nahrazena správným údajem Beneš), nebo byly šifry autorů nahrazovány šiframi vydavatelství.

### V době komunistického režimu

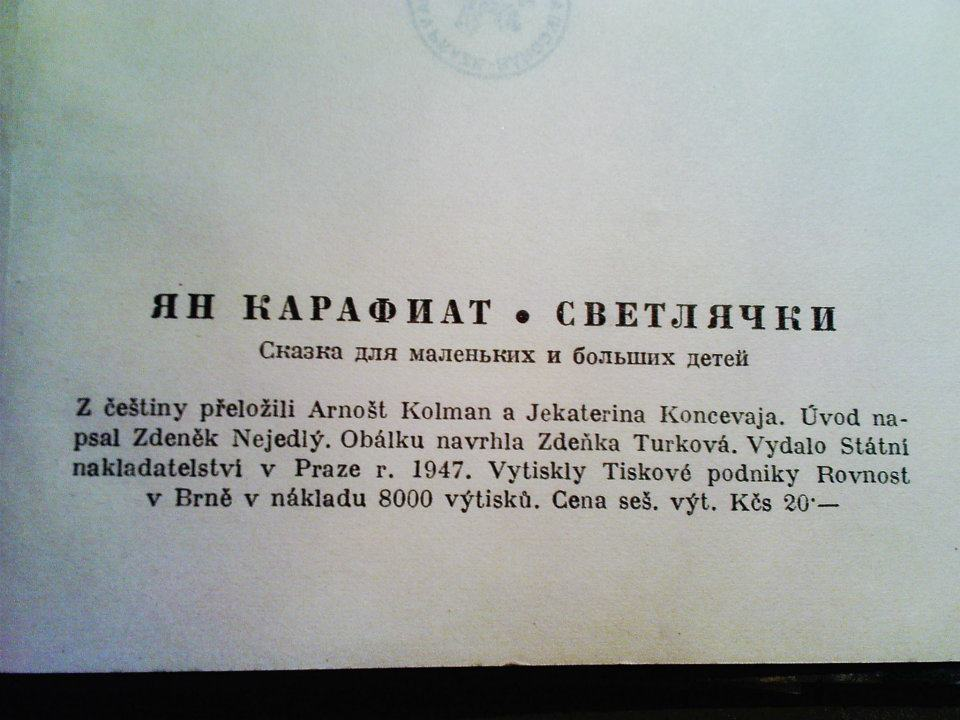
Tiráž Kolmanova odnáboženštěného překladu Karafiátových Broučků do ruštiny

V době komunistického režimu v Československu měla cenzuru na starosti Hlavní správa tiskového dohledu (1953–1966). HSTD měla pod správou cenzory, plnomocníky, kteří vykonávali předběžnou cenzuru v každé redakci oficiálního periodika. Jedna třetina všech cenzorů měla dokončené pouze základní vzdělání. Poté byla přejmenována na Ústřední publikační správa (1966–1968) a nakonec Úřad pro tisk a informace (1968–1989).
Kromě tištěných periodik byl cenzurován i rozhlas, televizní vysílání či poštovní zásilky. V roce 1950 byl vydán dílčí tiskový zákon č. 184/1950 Sb., který říkal, že tisk má vychovávat k socialismu. Některé knihy byly vydávány v pozměněném znění (např. překlad Karafiátových Broučků určený jako učebnice ruštiny nebo Defoeův Robinson Crusoe převyprávěný J. V. Plevou – z obou knih byl odstraněn jejich původní náboženský smysl). Podobně Mayův originální Vinnetou umírá se slovy „Jsem křesťan.“, což poválečná cenzura změnila v propagaci myšlenky všeobecného porozumění mezi národy (ve slavném filmu má Vinnetou pocit, že ho k sobě volají zvony). Hrabalova kniha Poupata (1970) šla do stoupy, kniha Příliš hlučná samota byla šířena postupně ve třech různých verzích.
Cenzura byla oficiálně zrušena novelou tiskového zákona v roce 1968 (během pražského jara), po sovětské invazi do Československa ovšem neoficiálně (v následné formě) pokračovala až do roku 1989. Cenzuru tehdy vykonávala státní organizace nazývaná Úřad pro tiskový dozor.

### V demokratickém zřízení po roce 1989
Po roce 1989 docházelo k cenzuře z důvodu snahy po tzv. politické korektnosti. Nejde však o cenzuru na úrovni státu. Např. v knize Bohumila Říhy Honzíkova cesta byly odstraněny zmínky o výprasku nebo obezitě. Mediální rozruch vyvolala také snaha vyřadit Ladovu knihu Kocour Mikeš ze školní výuky kvůli zobrazování Romů jako zločinců z roku 2010. Romské sdružení ROMEA se od této snahy distancovalo s tím, že šlo o soukromou iniciativu předsedy hnutí Roma Realia Václava Miky.
Vedle legitimní legální cenzury zakotvené v legislativě v souladu s ústavou se projevují v médiích prvky moderní cenzury státem přímo nestanovené a nevynucované, prováděné mimo a nad rámec platné legislativy (k prvkům moderní cenzury uplatňované v médiích soudobá věda řadí: manipulativní selekci informací a informačních zdrojů, stranickou a zájmovou interpretaci, agenda setting (nastolování agendy) v soukromých i veřejnoprávních médiích, vliv vlastníků a vydavatelů, korupci novinářů a médií, placenou inzerci vydávanou za standardní novinářskou, publicistickou aktivitu (PR články).
Dne 25. února 2022 se po ruské invazi na Ukrajinu 2022 správce české internetové domény .cz CZ.NIC rozhodl po konzultaci s bezpečnostními složkami státu blokovat přístup k dezinformačním internetovým stránkám Aeronet, Ceskobezcenzury.cz, Voxpopuliblog.cz, Prvnizpravy.cz, Czechfreepress.cz, Exanpro.cz, Skrytapravda.cz a Protiproud.cz. Učinil tak i přesto, že dříve vystupoval proti cenzuře na internetu.
Dne 3. června 2022 v rámci šestého sankčního balíčku proti Rusku zakázala Evropská unie na území členských států včetně Česka, a to rozhodnutím Rady (SZBP) 2022/884 a nařízením Rady (EU) 2022/879,
 šířit obsah stanic Rossija RTR/RTR Planeta, Rossija 24/Russia 24 a TV Centre International. Již 23. března 2022 EU zakázala šíření stanic Russia Today a Sputnik.

## Česko a svoboda tisku
V roce 2018 byla Česká republika hodnocena v žebříčku svobody tisku organizace Reportérů bez hranic jako 34. z celkového počtu 180. zemí. Oproti předchozímu roku, kdy se země umístila na 23. místě, se situace zhoršila, zejména protože se stal premiérem Andrej Babiš, který zároveň vlastní nejčtenější média v zemi (MAFRA). Dalším důvodem byl prezident Miloš Zeman, který na tiskové konferenci v říjnu 2017 převzal dárek v podobě zbraně AK-47 s nápisem „na novináře“, zároveň novináře označil za hyeny a hnůj.
Za rok 2020, stejně jako za rok 2019, byla Česká republika hodnocena v tomto žebříčku na 40. místě. Podle hodnocení Reportérů bez hranic utrpěla v roce 2020 svoboda tisku celosvětově, zejména v důsledku pandemie covidu-19.